# Ентони Хјуиш
Ентони Хјуиш (енгл. Antony Hewish; Фовеи, 11. мај 1924 — 13. септембар 2021) био је британски радио-астроном, који је 1974. године, заједно са Мартином Рајлом, добио Нобелову награду за физику „за пионирска истаживања у радио-астрономији: Рајлу за открића и запажања у техници, а Хјуишу за одлучујућу улогу у открићу пулсара”.